# 菲爾德岩
菲爾德岩（英語：Field Rock）是南極洲的岩石，位於麥克羅伯特森地，處於泰西耶島以南1公里，根據澳大利亞探險隊的測量和空中照片繪入地圖，現時由南極條約體系管理。